# Оборотень (фильм, 2020)
«Оборотень» (англ. The Wolf of Snow Hollow; дословно — «Волк из снежной лощины») — американский комедийный фильм ужасов, сценарист и режиссёр Джим Каммингс и он же в главной роли. В фильме снимаются Рики Линдхоум, Хлоя Ист и Джимми Татро, а также Роберт Форстер в его последней роли в кино, которому фильм был посвящён. Фильм был выпущен в ограниченных кинотеатрах и на видео по запросу 9 октября 2020 года компанией United Artists Releasing. В России фильм вышел 18 марта 2021 года.

## Сюжет
Помощник шерифа начинает ломаться от стресса, связанного с расследованием серии жестоких убийств женщин в его небольшом городке. Доказательства, похоже, указывают на нечто сверхъестественное: оборотень нападает и пожирает своих жертв.

## В ролях
| Актёр          | Роль                 |
| -------------- | -------------------- |
| Джим Каммингс  | Офицер Джон Маршалл  |
| Рики Линдхоум  | Офицер Джулия Робсон |
| Хлоя Ист       | Дженна Маршалл       |
| Джимми Татро   | Пи Джей Пэлфри       |
| Роберт Форстер | Шериф Хэдли          |
| Маршалл Оллман | Джереми              |
| Невилл Арчамбо | Горожанин            |
| Энни Хэмилтон  | Брианна Полсон       |
| Келси Эдвардс  | Лиз Фэйрчайлд        |